# Čičava (okres Vranov nad Topľou)
Čičava je obec na Slovensku v okrese Vranov nad Topľou. Žije zde přibližně 1 300 obyvatel a rozloha katastru obce je 529 hektarů.

## Poloha
Obec se nachází na severozápadním úpatí Východoslovenské nížiny, převážně na levém břehu potoka Čičava přítoku řeky Topľa. Kopcovité území má nadmořskou výškou v rozmezí od 137–235 m, střed obce leží ve výšce 155 m n. m. Obec je vzdálena pět kilometrů od Vranova nad Topľou.
Sousedními obcemi jsou na severu Vyšný Kazimír, na východě Sedliská, na jihu Vranov nad Topľou, na jihozápadě Nižný Kručov, na západě Komárany a na severozápadě Merník.

## Dějiny
První písemná zmínka o obci pochází z roku 1270, kde je uváděna jako Chychywa (possessio Chychywa).
Patřila pod panství hradu Čičava a později pod Vranovské panství.
V roce 1493 byly obydleny tři ze sedmi usedlostí. V roce 1557 platila daň ze tří port. V roce 1778 žilo v 41 domech 286 obyvatel, v roce 1828 žilo 267 obyvatel v 36 domech. Hlavní obživou bylo zemědělství, povoznictví a uhlířství.

## Církev, církevní stavby
- V obci stojí řeckokatolický farní chrám (cerkev) svatého Kosmy a Damiána. Chrám je poprvé uváděn v roce 1778. Je jednolodní stavba s představěnou věží, s valeně klenutým kněžištěm a v lodi zaklenutý pruskou a českou plackou. Nejstarší část chrámu archeologové datují do druhé poloviny 13. století.[7] Farnost Čičava náleží pod řeckokatolický děkanát Vranov nad Topľou-město, archeparchie prešovské.[8]
- V roce 1956 byl v obci postaven římskokatolický filiální kostel zasvěcený Panně Marii Královně.[6] Kostel náleží pod římskokatolickou farnost v Michaloku, děkanátu Vranov nad Topľou, košické arcidiecéze.[9]

## Rodáci
- Marián Tkáč (* 1949), první guvernér Národní banky Slovenska, podepsaný na první sérii slovenských bankovek, a současný předseda Matice slovenské